# Bowie Lam
Bowie Lam, de son vrai nom Lam Bo-yee (林保怡, né le 4 septembre 1965), est un acteur et chanteur hongkongais ayant joué dans de nombreuses séries télévisées dramatiques sur TVB telles que Healing Hands (en) ou Sisters of Pearl (en).

## Biographie
Avant d'entrer dans l'industrie du divertissement, Lam exerce divers métiers et est notamment membre de la police de Hong Kong pendant une courte période. Il fait ses débuts d'acteur en 1986 dans Kiss Me Goodbye et de chanteur en 1989.
Sa carrière d'acteur décolle après avoir rejoint la chaîne de télévision TVB en 1991. Son premier projet est un rôle secondaire dans la série The Greed of Man de 1992 avec Lau Ching-wan, Vivian Chow (en), Adam Cheng, et Amy Kwok (en), qui est toujours considérée comme l'une des meilleures séries de la chaîne. Par la suite, Lam joue dans les séries Files of Justice (1994–1997), Untraceable Evidence (en) (1997 et 1999), et Healing Hands (en) (1998, 2000, et 2005). Son rôle le plus important est considéré comme étant celui de War and Beauty (en) en 2004, qui est un énorme succès à Hong Kong et en Chine.

## Filmographie

### Télévision
| Année     | Titre                                     | Rôle                             | Récompenses |
| --------- | ----------------------------------------- | -------------------------------- | --- |
| 1991      | The Lady of Iron                          |                                  | |
| 1992      | The Greed of Man                          |                                  | |
| 1992      | Twins                                     |                                  | |
| 1992      | Beyond Love                               |                                  | |
| 1992      | The Undercover                            |                                  | |
| 1993      | Can't Stop Loving You                     |                                  | |
| 1993      | The Art of Being Together                 |                                  | |
| 1993      | For Home's Sake                           |                                  | |
| 1993      | Catwalk                                   |                                  | |
| 1994      | Eternity[Lequel ?]                        |                                  | |
| 1994      | File of Justice 3                         | Joe Li Sai Wang 李世宏           | |
| 1994      | Forty Something                           |                                  | |
| 1994      | ICAC Investigation 1994                   |                                  | |
| 1994      | Mary's Choice                             |                                  | |
| 1995      | File of Justice 4                         | Kelvin Fong Wai Ho 方偉豪        | |
| 1995      | The Unexpected                            |                                  | |
| 1996      | Once Upon a Time in Shanghai: The Victory |                                  | |
| 1996      | Wong Fei Hong Series                      |                                  | |
| 1997      | Untraceable Evidence                      |                                  | |
| 1997      | A Recipe for the Heart                    |                                  | |
| 1997      | File of Justice 5                         | Kelvin Fong Wai Ho 方偉豪        | |
| 1998      | Healing Hands                             | Dr. Henry Lai 黎國柱             | Nommé au TVB Award du meilleur acteur (Top 5) |
| 1998      | The Warmtime Lovers                       |                                  | |
| 1999      | Untraceable Evidence II                   |                                  | |
| 1999      | Ultra Protection                          |                                  | |
| 1999      | The Disappearance                         |                                  | |
| 2000      | Healing Hands 2                           | Dr. Henry Lai 黎國柱             | Nommé au TVB Award du meilleur acteur (Top 5) |
| 2000      | The Green Hope                            |                                  | |
| 2000      | The Sky is the Limit                      |                                  | |
| 2002      | Fight for Love 談談情·練練武              | Ng Ka-kit 吳家傑                 | |
| 2002      | Invisible Journey 彩色世界                | Cheung Ka-fat 張家發             | |
| 2002      | Deadly Sting                              |                                  | |
| 2003      | Vigilante Force 智勇新警界                | Fong Nga-chai 方瓦仔             | TVB Award du personnage de télévision préféré Astro Award du personnage préféré |
| 2004      | War and Beauty 金枝慾孽                   | Suen Bak-yeung 孫白颺            | TVB Award du meilleur acteur TVB Award du personnage de télévision préféré Nommé au Astro Award du meilleur acteur (Top 10) Nommé au Astro Award du couple préféré (Top 5) Nommé au Astro Award de la meilleure chanson |
| 2004      | Kung Fu Soccer                            |                                  | |
| 2004      | Unbearable Heights                        |                                  | |
| 2005      | Misleading Track 奪命真夫                 | Leo Law Lei-ho 羅理浩            | |
| 2005      | Healing Hands 3 妙手仁心III               | Henry Lai Kwok-chu 黎國柱        | Nommé au Astro Award du meilleur acteur (Top 10) Nommé au Astro Award du personnage préféré (Top 20) |
| 2005      | Always Ready 隨時候命                     | Benjamin Yip Ching-wan 葉青雲    | |
| 2006      | The Dance of Passion 火舞黃沙             | Yim Man-Hei 閻萬曦               | Nommé au TVB Award du meilleur acteur (Top 5) Nommé au TVB Award du personnage de télévision préféré (Top 5) Nommé au Astro Award du meilleur acteur (Top 10) Nommé au Astro Award du personnage préféré (Top 20)       |
| 2006      | CIB Files 刑事情報科                      | Tony Chung Shun 鍾信             | |
| 2008      | Angry Angle                               |                                  | |
| 2008-2009 | The Gem of Life                           | Calvin Ko Cheung-shing 高長勝    | Nommé au TVB Award du meilleur acteur (Top 15) Nommé au TVB Award du personnage masculin préféré (Top 15) |
| 2009      | ICAC Investigators 2009                   | Ma Yat-ming                      | |
| 2010      | Sisters of Pearl                          | Ho Cheung-Hing                   | Asian Television Awards de la meilleure prestation d'un acteur dans un rôle principal |
| 2010      | Every Move You Make                       | Linus Yiu Hok-sum                | Nommé au TVB Award du meilleur acteur (Top 15) |
| 2011      | River of Wine                             | Leung Ching-yiu / Sung Ching-yiu | |
| 2011-2012 | When Heaven Burns                         | Joe Lau Chun-hung                | |
| 2012      | Strangers 6                               | Fang Hai-lian                    | |
| 2014      | Shianghai Tan Diexue Xiaoxiong            | Gu Li-ming                       | |
| 2014      | Tun Shu Xi Jiang                          | Zhang Han-yong                   | |
| 2016      | Margaret and David: Green Beans           |                                  | |

#### Animateur
| Année | Titre           | Récompenses                                      |
| ----- | --------------- | ------------------------------------------------ |
| 2006  | Homeland Beauty |                                                  |
| 2008  | Two on the Road |                                                  |
| 2010  | Duanhuang       |                                                  |
| 2010  | Health Oddities | Nommé au TVB Award du meilleur animateur (Top 5) |

### Cinéma
- Kiss Me Goodbye (1986)
- People's Hero (1987)
- On the Run (1988)
- Give From Heaven (1989)
- Bachelor's Swan Song (1989)
- Doctor Vampire (1991)
- It's Now or Never (1992)
- Rogues From The North (1992)
- Now You See Love, Now You Don't (1992)
- À toute épreuve (1992)
- Gun n' Rose (1992)
- Mr. Vampire 1992 (1992)
- The Sting (1992)
- Once a Cop (1993)
- Man of the Time (1993)
- Rose Rose I Love You (1993)
- Cop Image (1994)
- A Fatal Jump (1994)
- Modern Romance (1994)
- Beginner's Luck (1994)
- The Most Wanted (1994)
- Those Were the Days... (1995)
- The Day That Doesn't Exit Part A... (1995)
- Heaven Can't Wait (1995)
- Faithfully Yours (1995)
- The King Of Robbery (1996)
- Wild (1996)
- Rich For One Night (1996)
- Passionate Night (1997)
- Lost Control (1997)
- Lawyer Lawyer (1997)
- Evil Instinct (1997)
- Oh! My God (1998)
- Hong Kong X File (1998)
- The Sniper (2009)
- I Corrupt All Cops (2009)
- Better and Better (2013)
- Caught in Trap (2014)
- The Crossing (2014)
- Massagist (2015)
- S Storm (2016)
- La Historia Du Un Amor (2017)
- Wait Here (2018)
- First Night Nerves (2018)

## Chansons thèmes de séries
- Unsuspectingly (不知不覺), pour Healing Hands 2 (2000)
- Love Does Not Leave (愛不出口), pour Healing Hands 2 (2000)
- Escape to Life Sky (逃出生天), pour Fight for Love (2002)
- Cover Your Eyes to See the World (闔上眼睛看世界), pour Invisible Journey (2002)
- Don't Fear the Dark (不要怕黑), pour Invisible Journey (2002)
- Split (一字馬), pour Vigilante Force (2003)
- If You Were My Lover (如果你是我的愛人), pour Vigilante Force (2003)
- Children (兒女), pour War and Beauty (2004)
- Arsenic (砒霜), pour War and Beauty (2004)
- The Eagle Soars (飛鷹翱翔(完整)), pour Always Ready (2005)
- With You Every Day (和你的每一天), pour Healing Hands 3 (2005)
- The Wrong Gray Is Correct (灰色錯對), pour Misleading Track (2005)
- Intelligence (情報), pour CIB Files (2006)
- Wind Sand (風沙), pour The Dance of Passion (2006)
- The Two Words of Love (相戀兩個字), pour The Gem of Life (2008)
- Sam Chung Yau So (心中有數), pour Every Move You Make (2010)
- Youthful Ignorance (年少無知), pour When Heaven Burns (2011)